# タナフン郡
タナフン郡(タナフンぐん、ネパール語：तनहुँ जिल्ला)は、ネパール中部のガンダキ州の郡。
郡都はダマウリ。
2021年国勢調査の人口は32万7620人。
面積は1546km²。 
かつては二四諸国のタナフン・セーナ王国が存在した。